# La voz ausente
La voz ausente es una novela policial de suspenso psicológico escrita por el psicólogo y autor argentino Gabriel Rolón, y publicada bajo la editorial Emecé el 1 de noviembre de 2018. Después de los acontecimientos sucedidos en Los padecientes (2010), Pablo Rouviot y el comisario Bermúdez vuelven a reunirse para investigar la misteriosa muerte del mejor amigo de Rouviot, Jose Heredia, sucedido en su consultorio y caratulada como suicidio.
La novela resultó ser uno de los libros más vendidos en Argentina en el año 2019 según los datos de ventas informados por el Grupo Ilhsa y Cúspide.

## Trama
El renombrado psicoanalista Pablo Rouviot se embarca en la investigación del aparente suicidio de su amigo, motivado por sospechas de que existen circunstancias más complejas detrás de la tragedia. Armado con su vasta formación profesional académica, se encuentra inesperadamente inmerso en un intrigante complot, enfrentándose a un enemigo igualmente astuto y complejo que él.
La investigación policial se centra en torno a José «El Gitano» Heredia, otro psicoanalista que es encontrado muerto en su consultorio, aparentemente por suicidio. Sin embargo, lo que inicialmente parece ser un acto de muerte intencionada se convierte en un misterioso crimen que Rouviot, su amigo más cercano, se ve comprometido a resolver. Obsesionado con descifrar el enigma y en su búsqueda de respuestas, Rouviot recibe el respaldo de un aliado fundamental: el subcomisario Bermúdez, un policía dispuesto a colaborar en la resolución del caso.

## Personajes
- Pablo Rouviot: licenciado en psicología y psicoanalista que decide investigar la muerte de su amigo «El Gitano».
- José «El Gitano» Heredia: psicoanalista y amigo de Rouviot que aparece misteriosamente muerto.
- Bermúdez: comisario y amigo de Rouviot que lo ayuda a resolver la muerte de «El Gitano».

## Adaptación para plataforma
En julio de 2022, se informó que la plataforma de streaming Star+ había adquirido los derechos del libro para su adaptación en una serie web dirigida por Gustavo Hernández.